# 마법소녀

위키백과 마스코트 위키페탄 마조코로, 전형적인 원조 마법소녀의 모습이다.

마법소녀(일본어: 魔法少女 마호쇼조[*])는 주로 일본의 만화·애니메이션 따위에 등장하는 캐릭터 유형의 하나로서, 마법을 사용하는 소녀를 말한다. 이를테면 마법소녀 리리컬 나노하의 주인공인 타카마치 나노하나가 카드캡터 체리의 주인공 체리(키노모토 사쿠라) 등이 있다. 약간 다른 개념이지만 변신 소녀 등으로 일컫기도 한다.

## 개요
마법을 쓰는 소녀 즉, 마녀인 소녀가 전형적인 마법소녀이다. 그러나 천사, 요정, 초능력자 등 마법과 유사한 초자연적인 능력을 쓸 수 있는 소녀도 넓은 의미에서 마법소녀에 포함된다. 그러한 마법소녀는 초기 작품에서도 볼 수 있다. 마법소녀를 주인공으로 한 작품 대부분에는 마녀나 마법이라는 단어에 부정적인 느낌이 들어 있지 않다. 주인공의 마법도 선량하고 이타적인 목적으로 쓰이는 경우가 대부분이다.
마법소녀의 유형에는 다른 세계에서 왔다거나 하는 등 선천적으로 마법 능력이 있는 소녀인 경우와 다른 세계의 존재한테 후천적으로 마법 능력을 받은, 원래는 평범한 소녀인 경우가 있다. 마법소녀를 주인공으로 한 작품 상당수에서는 주인공의 마법능력은 다른 평범한 사람들한테는 비밀이며, 주인공과 함께하는 마법 생물이 있다.

### 고찰
마법소녀 작품 중 다수는, 여자 어린이를 주요 시청자로 여긴다. 주인공 마법소녀는 시청자가 볼 때 사춘기의 소녀에 대한 역할 모델의 측면이 있다. 주인공은 전투력보다 헌신이나 박애정신 같은 여성적인 면으로 평가받게 된다. 마법소녀 작품의 주인공 대다수는 자신이 마법 세계의 공주이거나, 마법 세계의 여왕이나 왕비가 후견인이 되어 주고 있다.
소녀만화를 원작으로 하는 (혹은 미디어 믹스로 만화화된) 작품이 대부분이기 때문에 결혼이나 연애에 큰 비중이 있는 작품이 많이 보이고, 주인공보다 약간 연상이면서 여성이 볼 때 이상적인 용모와 성격을 갖춘 남성이 주인공을 보호하는 역할이나 주인공이 동경하는 대상으로서 등장한다. 그러한 의미에서 현대의 마법소녀 작품 대부분은 《신데렐라》 등 고전적인 귀인 혼인담의 흐름을 잇고 있다고 할 수 있다.
소녀를 대상으로 한 애니메이션은 〈착한아이 작품(비전투형)〉과 〈나쁜아이 작품(전투형)〉으로 나눌 수 있다는 관점도 있다. 주인공이 아버지에 대해 어디까지나 착한 아이인가, 그러한 대상에 대해 맞서는 나쁜 아이인가 하는 점인데, 실질적으로 〈아버지=사회적 규범〉을 가리키는 것으로서, 〈나쁜아이〉 작품의 주인공은 자립했다고도 할 수 있다. 〈착한아이 작품(비전투형)〉은 80년대 일본의 꼬마 마녀 애니메이션에 많이 나타나고, 〈나쁜아이 작품(전투형)〉으로는 《미소녀전사 세일러문》이후의 미소녀 전사 작품의 대부분을 들 수 있다.
단, «마법소녀 마도카☆마기카»등의 일부 작품은 특유의 설정으로 고연령층 시청자를 노리기도 한다.

## 마법소녀의 규칙
마법소녀가 등장하는 작품에는 보통 아래와 같은 설정(규칙)이 있다.
- 주인공 마법의 배경이 되는 마법세계가 존재한다.
- 주인공은 인간세계(현실세계)에서는 마법의 비밀을 지켜야 한다. 마법세계에서는 마법사가 평범한 사람이고 누구나 마법의 존재를 알고 있으므로 그렇지 않다.
- 주인공에게 감시 역할을 하는 수호요정이나 동물이 1~3마리 붙어 있다.
- 주인공은 마법을 사용할 때 마법 주문과 아이템이 필요하며, 그때에는 특별한 복장(예복)으로 갈아입는 경우도 있다.
- 주인공의 싸움은 마력에 의해 이루어지고, 격투는 그다지 일어나지 않으나 아이템에 의한 검술 등은 가끔 사용된다.
- 가장 중요한 규칙: 일반적으로 마법소녀는 속물적이거나 소승적 이유가 아닌, 꿈과 희망같은 대승적 이유를 기반으로 활동한다.

그러나, 모든 작품이 이 조건을 모두 만족하는 것은 아니다. 특히 초기 작품에서는 수호요정이나 동물, 싸움 등의 모티브가 등장하지 않았던 것이 많다. 또, 능력을 발휘하기 위해 변신하는 것은, 대체로 《요술공주 밍키》(1982년) 이후이나, 요술공주 밍키와 그 계보의 마법소녀의 변신 자체는 《비밀의 아코짱(ひみつのアッコちゃん)》의 연장선상에 있는 것으로, 특정한 모습으로 변신하는 것이 아니었다. 거기서 이어지는 (현재 주류를 이루는) 경향인 특정 복장으로 변신하는 것은 대체로 《미소녀전사 세일러문》 이후이다.

## 마법소녀 캐릭터
- 마법기사 레이어스 - 시도우 히카루, 류자키 우미, 호우오우지 후
- 마법소녀 마도카☆마기카 - 미키 사야카, 사쿠라 쿄코, 아케미 호무라, 카나메 마도카, 토모에 마미
- 마법소녀 프리티사미 - 카와이 사사미, 아마오 미사오
- 카드캡터 사쿠라 - 키노모토 사쿠라, 다이도우지 토모요
- 요랑아 요랑아 - 요린
- 쁘띠쁘띠 뮤즈 - 송아리, 송아라
- 크리스탈요정 지스쿼드 - 채니, 혜미, 지니
- 꼬마마법사 레미 시리즈 - 하루카제 도레미, 후지와라 하즈키, 세노오 아이코, 세가와 온푸, 아스카 모모코, 마키하타야마 하나, 하루카제 폿프
- 괴도조커 - 로즈
- 프리큐어 시리즈
- 미소녀전사 세일러문 - 츠키노 우사기, 미즈노 아미, 히노 레이, 키노 마코토, 아이노 미나코, 치비우사, 텐오 하루카, 카이오 미치루, 메이오 세츠나, 토모에 호타루
- 티티 체리 - 체리, 베리, 레몬, 용과, 키위

## 같이 보기
- 마녀
- 마법사